# Nazionale maschile under 20 di calcio del Portogallo
La nazionale di calcio del Portogallo Under-20 è la rappresentativa calcistica del Portogallo composta da giocatori Under-20; è affiliata alla UEFA ed è posta sotto l'egida della Federação Portuguesa de Futebol. 
Partecipa ai Mondiali Under-20 (vincitrice nel 1989 e 1991).

## Partecipazioni e piazzamenti a competizioni internazionali

### Mondiale Under-20
| Anno   | Piazzamento      | G               | V               | N*              | P               | GF              | GS              |                 |
| ------ | ---------------- | --------------- | --------------- | --------------- | --------------- | --------------- | --------------- | --------------- |
| 1977   | Non qualificata  | Non qualificata | Non qualificata | Non qualificata | Non qualificata | Non qualificata | Non qualificata | Non qualificata |
| 1979   | Quarti di finale | 4               | 1               | 1               | 2               | 2               | 4               |                 |
| 1981   | Non qualificata  | Non qualificata | Non qualificata | Non qualificata | Non qualificata | Non qualificata | Non qualificata | Non qualificata |
| 1983   | Non qualificata  | Non qualificata | Non qualificata | Non qualificata | Non qualificata | Non qualificata | Non qualificata | Non qualificata |
| 1985   | Non qualificata  | Non qualificata | Non qualificata | Non qualificata | Non qualificata | Non qualificata | Non qualificata | Non qualificata |
| 1987   | Non qualificata  | Non qualificata | Non qualificata | Non qualificata | Non qualificata | Non qualificata | Non qualificata | Non qualificata |
| 1989   | Campione         | 6               | 5               | 0               | 1               | 6               | 3               |                 |
| 1991   | Campione         | 6               | 5               | 1               | 0               | 9               | 1               |                 |
| 1993   | Primo Turno      | 3               | 0               | 0               | 3               | 1               | 5               |                 |
| 1995   | Terzo posto      | 6               | 5               | 0               | 1               | 12              | 6               |                 |
| 1997   | Non qualificata  | Non qualificata | Non qualificata | Non qualificata | Non qualificata | Non qualificata | Non qualificata | Non qualificata |
| 1999   | Quarti di finale | 4               | 1               | 2               | 1               | 5               | 4               |                 |
| 2001   | Non qualificata  | Non qualificata | Non qualificata | Non qualificata | Non qualificata | Non qualificata | Non qualificata | Non qualificata |
| 2003   | Non qualificata  | Non qualificata | Non qualificata | Non qualificata | Non qualificata | Non qualificata | Non qualificata | Non qualificata |
| 2005   | Non qualificata  | Non qualificata | Non qualificata | Non qualificata | Non qualificata | Non qualificata | Non qualificata | Non qualificata |
| 2007   | Ottavi di finale | 4               | 1               | 0               | 3               | 4               | 5               |                 |
| 2009   | Non qualificata  | Non qualificata | Non qualificata | Non qualificata | Non qualificata | Non qualificata | Non qualificata | Non qualificata |
| 2011   | Secondo posto    | 7               | 4               | 2               | 1               | 7               | 3               |                 |
| 2013   | Ottavi di finale | 4               | 2               | 1               | 1               | 12              | 7               |                 |
| 2015   | Quarti di finale | 5               | 4               | 1               | 0               | 12              | 2               |                 |
| 2017   | Quarti di finale | 5               | 2               | 2               | 1               | 9               | 7               |                 |
| 2019   | Primo Turno      | 3               | 1               | 1               | 1               | 2               | 3               |                 |
| 2023   | Non qualificata  | Non qualificata | Non qualificata | Non qualificata | Non qualificata | Non qualificata | Non qualificata | Non qualificata |
| Totale | 12/23            | 57              | 31              | 11              | 15              | 81              | 50              |                 |

* I pareggi includono anche le partite concluse ai calci di rigore

## Tutte le rose

### Campionato mondiale di calcio Under-20
Campionato del mondo Under-20 19791 Zé Beto, 2 Nascimento, 3 Santana, 4 Tomás, 5 Bastos Lopes, 6 Galhofas, 7 Parente, 8 Galvanito, 9 Adão, 10 João Santos, 11 Artur, 12 Justino, 13 João Gouveia, 14 Quim, 15 Jorge Oliveira, 16 Eliseu, 17 Diamantino, 18 João Grilo, CT: Bandeira
Campionato del mondo Under-20 19891 Brassard, 2 Abel Silva, 3 Paulo Alves, 4 Paulo Sousa, 5 Morgado, 6 J. Couto, 7 Tozé, 8 Hélio, 9 Xavier, 10 Paulo Madeira, 11 Filipe Ramos, 12 Bizarro, 13 Resende, 14 João Pinto, 15 Valido, 16 F. Couto, 17 Folha, 18 Amaral, CT: Queiroz
Campionato del mondo Under-20 19911 Brassard, 2 Gil, 3 Figo, 4 Peixe, 5 Rui Costa, 6 J. Costa, 7 Abel Xavier, 8 Torres, 9 Luís Miguel, 10 Nélson, 11 Rui Bento, 12 Ferreira, 13 Capucho, 14 João V. Pinto, 15 Tulipa, 16 Cao, 17 João O. Pinto, 18 Toni, CT: Queiroz
Campionato del mondo Under-20 19931 Costinha, 2 Zeca, 3 Henriques, 4 H. Costa, 5 Litos, 6 Cardoso, 7 Morais, 8 Afonso, 9 Ribeiro, 10 Nascimento, 11 Tonanha, 12 Morais, 13 Bambo, 14 Poejo, 15 Ferreira, 16 Costa, 17 Porfírio, 18 Andrade, CT: Oliveira
Campionato del mondo Under-20 19951 Quim, 2 Madureira, 3 Edgar Ribeiro, 4 José Soares, 5 Agostinho, 6 M. Silva, 7 Ramires, 8 Mariano, 9 Beto, 10 Diogo Matos, 11 Nuno Gomes, 12 Avelino, 13 Alfredo Bóia, 14 Carlos Filipe, 15 Bruno Caires, 16 J. Silva, 17 Rui Óscar, 18 Dani, CT: Vingada
Campionato del mondo Under-20 19991 Sérgio Leite, 2 Anunciação, 3 Caneira, 4 Correia, 5 Fredy, 6 Hugo Leal, 7 Esteves, 8 Ricardo Sousa, 9 Paulo Costa, 10 Simão, 11 Alhandra, 12 Márcio Santos, 13 Filipe Cândido, 14 Luís Filipe, 15 Marco Claúdio, 16 Neca, 17 Dani, 18 Carreira, CT: Ferreira
Campionato del mondo Under-20 20071 Araújo, 2 Correia, 3 Vitória, 4 Paulo Renato, 5 Marques, 6 Coelho, 7 Gama, 8 Pelé, 9 Zequinha, 10 Gomes, 11 Coentrão, 12 Rui Patrício, 13 Antunes, 14 João Pedro, 15 Zezinando, 16 Tavares, 17 Condesso, 18 Mano, 19 Guedes, 20 Pereirinha, 21 Janota, CT: Couceiro
Campionato del mondo Under-20 20111 Mika, 2 Pelé, 3 Tiago Ferreira, 4 Nuno Reis, 5 Roderick, 6 Alves, 7 N. Oliveira, 8 Cédric, 9 Baldé, 10 Saná, 11 Caetano, 12 Tiago Maia, 13 Martins, 14 Alex, 15 Danilo, 16 Serginho, 17 S. Oliveira, 18 Dias, 19 Ribeiro, 20 Mário Rui, 21 Rafael, CT: Ilídio
Campionato del mondo Under-20 20131 Varela, 2 Cancelo, 3 Tiago Ferreira, 4 Ilori, 5 Mica, 6 Cá, 7 Ricardo, 8 João Mário, 9 Aladje, 10 Esgaio, 11 Bruma, 12 Sá, 13 Dabó, 14 Ié, 15 Gomes, 16 Alves, 17 Tó Zé, 18 Silva, 19 Cavaleiro, 20 Kiko, 21 Veloso, CT: Borges
Campionato del mondo Under-20 20151 Sá, 2 Rebocho, 3 Nunes, 4 Monte, 5 Rafa, 6 Tomás, 7 Guzzo, 8 Ramos, 9 Silva, 10 Lopes, 11 Santos, 12 Moreira, 13 Riquicho, 14 Duarte, 15 Estrela, 16 Bikel, 17 Ivo, 18 Martins, 19 Vigário, 20 Guedes, 21 Guilherme, CT: Hélio Sousa
Campionato del mondo Under-20 20171 P. Silva, 2 Empis, 3 Dias, 4 Ferro, 5 Y. Ribeiro, 6 Pepê, 7 Gonçalves, 8 Delgado, 9 A. Ribeiro, 10 Xadas, 11 Hélder, 12 Maximiano, 13 Fernandes, 14 F. Luís, 15 Dalot, 16 M. Luís, 17 X. Silva, 18 Gomes, 19 B. Costa, 20 Gedson, 21 D. Costa, CT: Peixe
Campionato del mondo Under-20 20191 Costa, 2 Dalot, 3 Queirós, 4 Leite, 5 Vinagre, 6 F. Luís, 7 Jota, 8 Gedson, 9 Leão, 10 M. Luís, 11 Mésaque, 12 Virgínia, 13 Pina, 14 Thierry, 15 Moura, 16 Romain, 17 Trincão, 18 Neto, 19 Martelo, 20 Santos, 21 Maximiano, CT: Sousa